# Луј де Број
Луј де Број или Луј- Виктор-Пјер-Ремон, 7. војвода де Број (фр. Louis de Broglie; 15. август 1892 — 19. март 1987) био је француски физичар. Предавао на Сорбони од 1932. Године 1923. први изнео замисао да, на нивоу атома, честице материје у кретању, нпр електрони, осим честичних својстава имају и таласна својства. На темељу аналогије са светлошћу постулирао је де Брољеву релацију: "честици с импулсом p придружена је таласна дужина λ, која је обрнуто пропорционална импулсу p, а коефицијент пропорционалности је Планкова константа h:
{\displaystyle \lambda ={\frac {h}{p}}}
Та се величина назива де Брољева таласна дужина. Де Брољев предлог да електрон у кретању има таласна својства пружила је могућност да се објасни зашто су у атому могућа само нека кретања електрона. Де Брољеву докторску дисертацију о таласима материје уочио је Ајнштајн, који је прихватио ту замисао, а Шредингер је поставио диференцијалну једначину за таласе придружене честицама, која је после постала основна једначина кретања у квантној физици. Године 1927. Девисон и Гермер доказали су експериментом да сноп електрона заиста показује скретање или дифракцију својствену таласима чија таласна дужина одговара де Брољевој релацији. Луј де Број је 1929. добио Нобелову награду за физику за откриће дуалне природе електрона. Био је члан и повремени секретар Француске академије наука.

## Биографија
Рођен је у племићкој породици. Носили су титулу војводе. Дипломирао је историју 1910. После тога окреће се математици и физици, коју завршава 1913. Уследиле су 4 године рата, када је служио као војник на развоју радио комуникација. После рата наставио је са изучавањима опште физике. Брат му је био експериментални физичар, а Луј је био теоријски физичар.

## Дуална природа материје
У својој докторској тези из 1924. увео је хипотезу о електронским таласима, односно претпоставио да електронима у покрету треба придружити и таласна својства. Пре њега, захваљујући Ајнштајновом објашњењу фотоелектричног ефекта и Макс Планковом објашњењу зрачења апсолутно црног тела, указала се нужност да се зрацима светлости (ЕМ зрачења) придруже и честична својства. Де Број је стога поставио обрнуто питање: Ако светлост осим таласних поседује и честична својства, да ли онда честицама супстанције, као што су, на пример, електрони, треба такође, осим честичних, придружити и таласна својства?
Ову његову претпоставку о таласним својствима честица супстанције научна јавност у први мах примила је са неверицом, па чак и са подсмехом. Међутим, његову теорију су потврдили Џермер и Клинтон Дејвисон 1927. у експерименту, којим је доказана дифракција електрона на кристалима. Дифракциона слика је била доказ таласне природе електрона. За рад на таласној механици и откриће таласне природе електрона добио је Нобелову награду за физику 1929. Једна од примена његовог открића је електронски микроскоп, који је имао много већу резолуцију од оптичких микроскопа јер је таласна дужина електрона много краћа од таласне дужине светлости. Луј де Бројева хипотеза постала је тако један од основних постулата нове таласне или квантне механике, али такође увела у физику и проблем таласно честичног дуализма. Као илустрација овог феномена данас се најчешће наводи експеримент дифракције електрона на двоструком прорезу, као нова варијанта некадашњег Јунговог експеримента, који је раније већ послужио за доказ таласне природе светлости.
Интересантно је приметити да у својим каснијим истраживањима Луј де Број није дошао ни до једног резултата, који би био бар приближно једнак овом његовом епохалном открићу, до кога је дошао радећи на својој докторској дисертацији.

## Де Бројева релација
Прва де Бројева једначина повезује таласну дужину са импулсом честице:
{\displaystyle \lambda ={\frac {h}{p}}={\frac {h}{\gamma mv}}={\frac {h}{mv}}{\sqrt {1-{\frac {v^{2}}{c^{2}}}}}}
где је {\displaystyle \lambda } честична таласна дужина, h је Планкова константа, p је импулс честице, m је маса мировања честице, v је брзина честице, {\displaystyle \gamma } је Лоренцов фактор, и c је брзина светлости у вакууму
Што је већи импулс честице, тим је краћа њена таласна дужина.

## Каснији рад
Рад де Броја на дуалној природи материје је био кључан за откриће и развој квантне механике. Међутим квантна или таласна механика се заснивала на таласним функцијама, чији квадрат је представљао вероватноћу налажења електрона у одређеној тачки простора. Де Брољу се, као ни Ајнштајну и Шредингеру, није свиђала индетерминистичка природа новостворене квантне механике (погледати чланке ЕПР парадокс и Шредингерова мачка). Због тога је радио на покушајима да развије каузално објашњење квантне механике. Радио је и на Дираковој електронској теорији, новој теорији светлости, општој теорији честица са спином и примени таласне механике на нуклеарну физику.